# Schronisko pod Białą Basztą
Schronisko pod Białą Basztą – jaskinia typu schronisko w Górze Zborów na Wyżynie Częstochowskiej. Znajduje się we wsi Kroczyce w województwie śląskim, powiecie zawierciańskim, w gminie Kroczyce, w obrębie rezerwatu przyrody Góra Zborów.

## Opis obiektu
Schronisko znajduje się w północno-zachodnim zboczu wierzchołkowej kulminacji Góry Zborów, u podstawy Białej Baszty. Jego duży otwór o północno-wschodniej ekspozycji wychodzi na łagodne w tym miejscu zbocze. Było całkowicie zarośnięte drzewami i krzewami, ale w ramach ochrony czynnej siedlisk kserotermicznych zostały one wycięte.
Schronisko powstało w późnojurajskich wapieniach skalistych. Jego otwór ma szerokość 2,5 m i wysokość 3 m. Widoczne w nim są erozyjne wymycia. Za otworem jest salka o wymiarach 4 × 2 m. Od jej południowo-zachodniego końca odchodzi ciasna szczelina zablokowana głazami oraz niewielka szczelinka mająca ujście nas powierzchni skał. Na ścianach brak nacieków. Namulisko składa się z wapiennego gruzu zmieszanego z gliną i iłem. Schronisko jest w całości widne i nie ma własnego mikroklimatu.

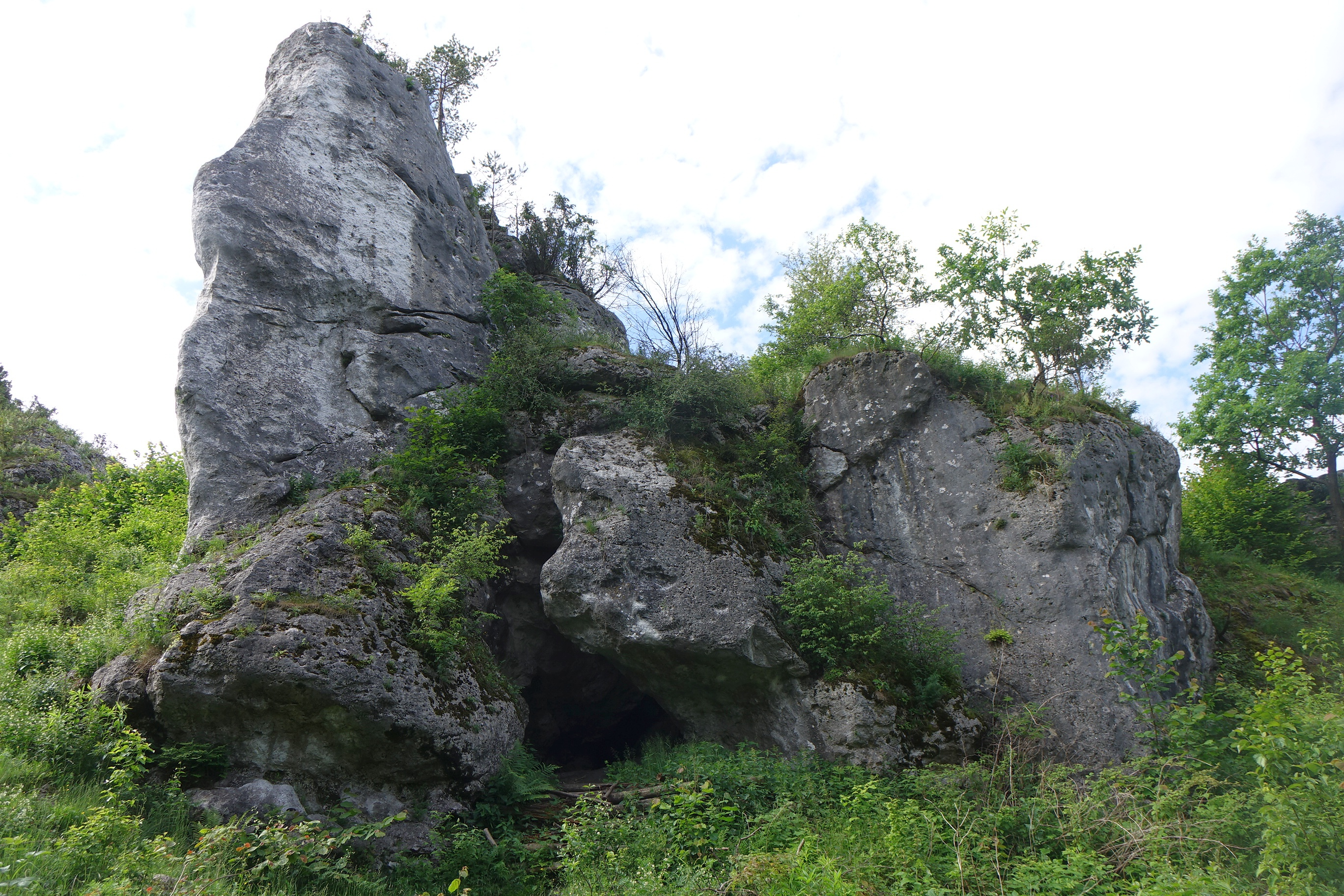
Biała Baszta z otworem schroniska
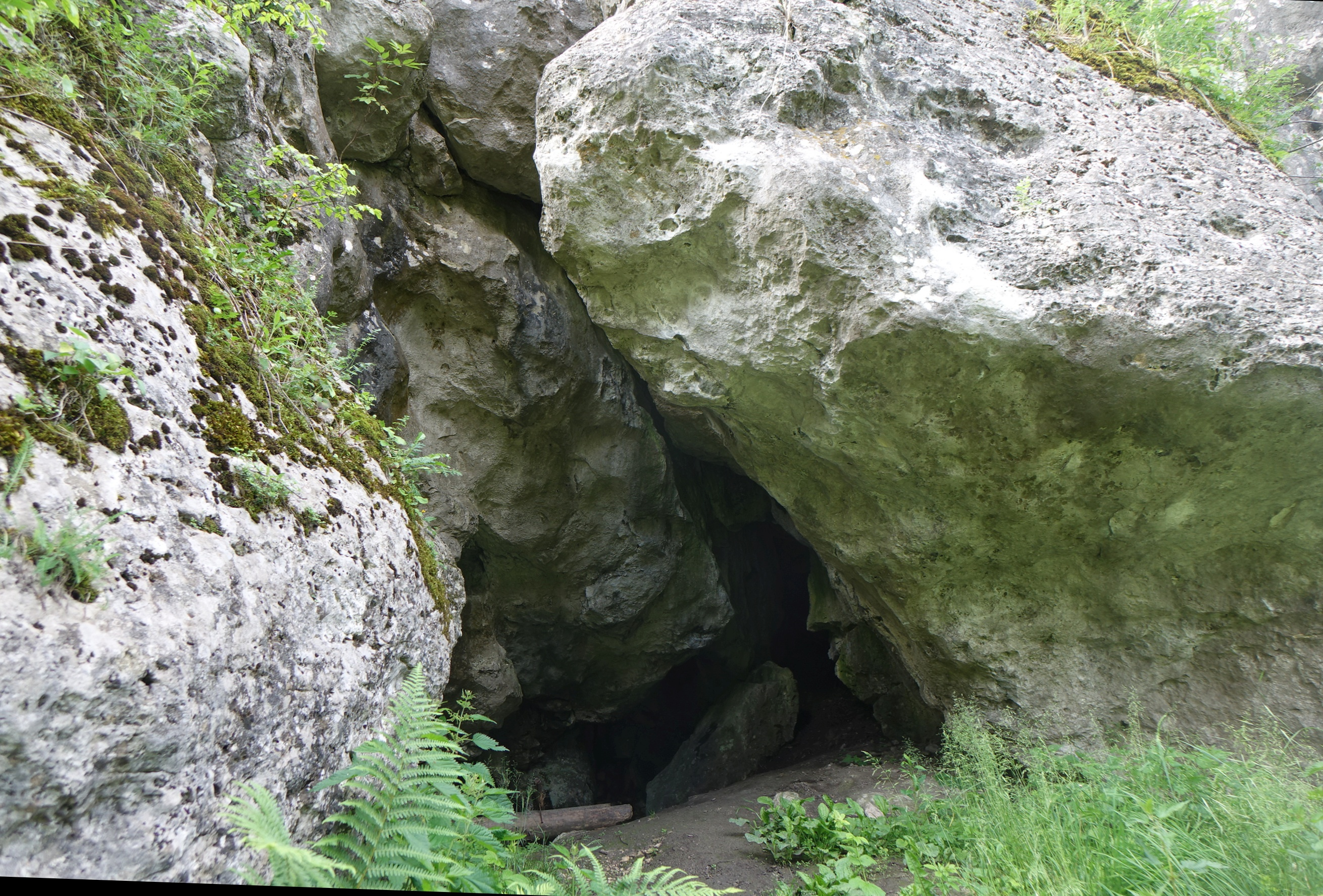
Otwór
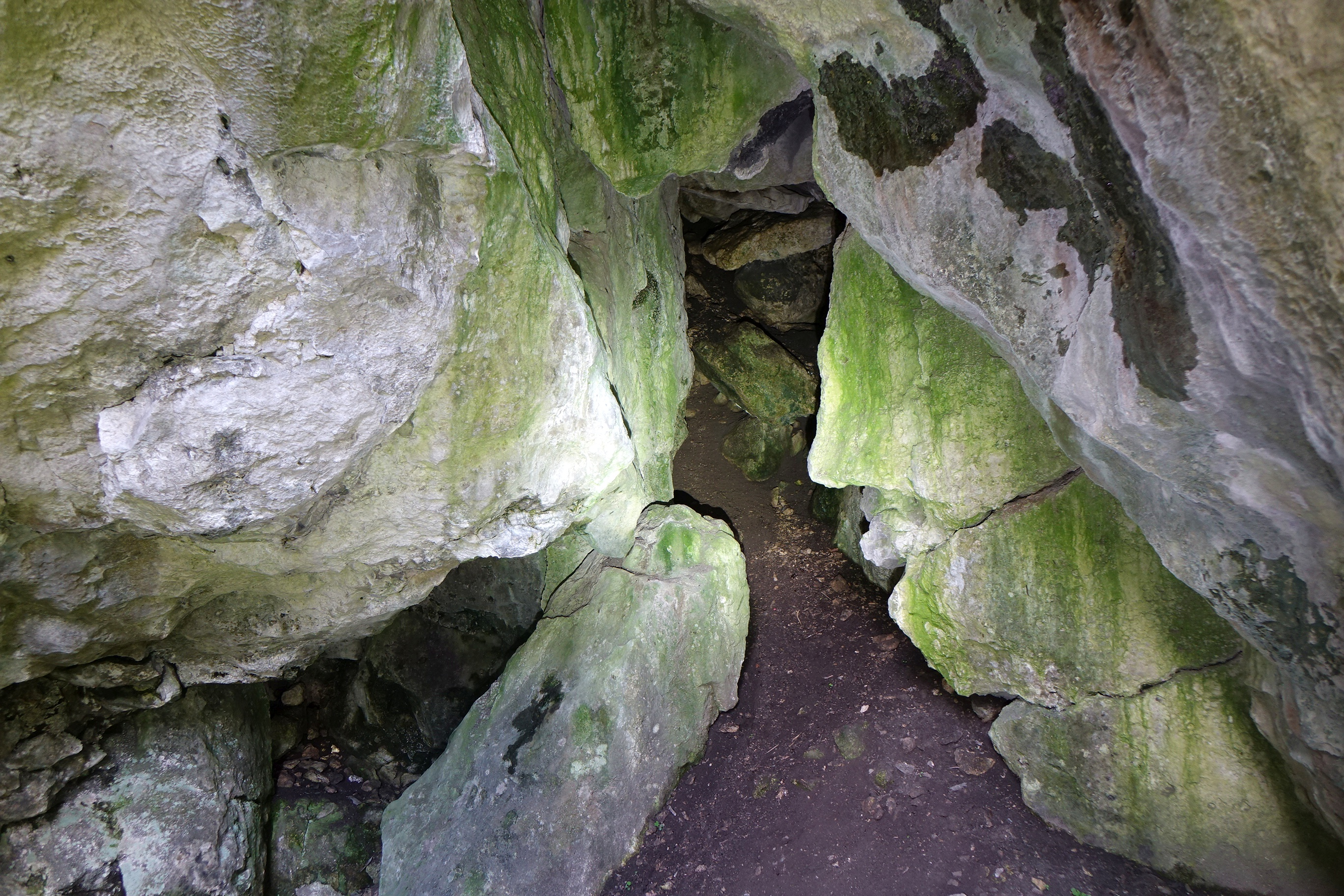
Salka
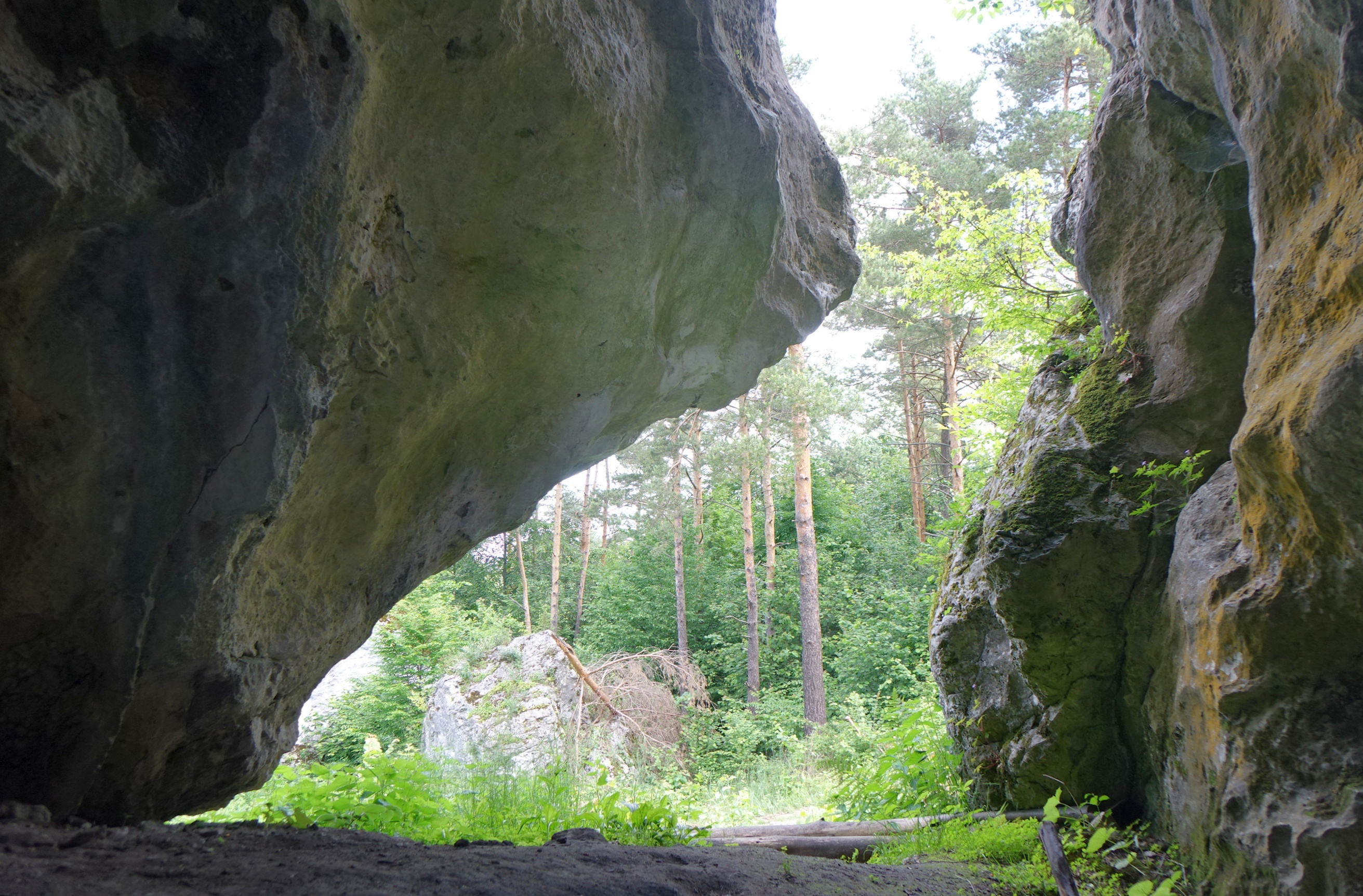
Widok z salki